# 전진우 (배우)
전진우(1975년 5월 21일 ~ )는 대한민국의 배우이다.

## 학력
- 서울예술대학 연극과
- 성균관대학교 연기예술학과

## 출연작

### 영화
- 《혜옥이》 (2022년) - 학원 강사 역
- 《패션왕》 (2014년) - 송PD 역
- 《공범》 (2013년) - 응급실 의사 역
- 《부러진 화살》 (2012년) - KBS 기자 역
- 《황해》 (2010년) - 태원 조직원 2 역
- 《그놈 목소리》 (2007년) - 뉴스센터 FD 역
- 《말죽거리 잔혹사》 (2004년) - 떡볶이집 DJ 본인 역
- 《참견은 노 사랑은 오예》 (1993년) - 오균 역
- 《우리들의 일그러진 영웅》 (1992년) - 5학년 2반 아이들 역

### 드라마
- 《블라인드》 (2022년, tvN) - 정만춘 역
- 《사랑의 불시착》 (2019년, tvN) - 최 국장 역
- 《눈이 부시게》 (2019년, JTBC) - 시간을 돌리는 시계를 차고 있는 할아버지 젊은 시절 역
- 《스케치》 (2018년, JTBC) - 유진규 역 (특별출연)
- 《빨간 구두》 (2018년, TV조선)
- 《유나의 거리》 (2014년, JTBC) - 황 형사 역
- 《네 이웃의 아내》 (2013년, JTBC) - 민식 역
- 《인수대비》 (2011년, JTBC) - 계양군 역
- 《경성 기방 영화관》 (2008년, OCN)
- 《메디컬 기방 영화관》 (2007년, OCN)
- 《왕과 나》 (2007년, SBS) - 김일손 역
- 《압구정 종갓집》 (2003년, SBS)

### 뮤지컬
- 《오리지널 드로잉쇼》

### 연극
- 《물고기들》 - 에드가 역
- 《백돌비가》 - 사관 역
- 《유리》 - 유형사 역
- 《마르고 닳도록》
- 《극적인 하룻밤》 - 한정훈 역